# Friendswood
Friendswood é uma cidade localizada no estado norte-americano do Texas, no Condado de Galveston e Condado de Harris.

## Demografia
Segundo o censo norte-americano de 2000, a sua população era de 29.037 habitantes.
Em 2006, foi estimada uma população de 33.478, um aumento de 4441 (15.3%).

## Geografia
De acordo com o United States Census Bureau tem uma área de 54,4 km², dos quais 54,4 km² cobertos por terra e 0,0 km² cobertos por água. Friendswood localiza-se a aproximadamente 8 m acima do nível do mar.

## Localidades na vizinhança
O diagrama seguinte representa as localidades num raio de 16 km ao redor de Friendswood.